# Salón Internacional del Cómic de Barcelona
El Salón Internacional del Cómic de Barcelona (Saló Internacional del Còmic de Barcelona, en catalán) es un evento de historieta organizado por Ficomic, que se celebra anualmente en la ciudad de Barcelona desde 1981 y constituye una importante referencia para el medio en España hasta tal punto que la mayor cantidad de novedades del sector se edita coincidiendo con él, además de las Navidades.

## Historia

### Década del 1980
El Salón Internacional del Cómic de Barcelona nació el 1981, sumándose al clima de efervescencia que el cómic adulto había logrado en Europa en 1970. En Italia, el Festival del Cómic de Luca se celebraba de manera intermitente desde 1966 y en Francia, el Festival del Cómic de Angulema se había fundado el 1974.
A nivel nacional, el final de los años 1970 estuvo marcado por la eclosión de revistas y cómics destinados al público adulto y de género underground. Nuevas editoriales como Toutain (1973), El Jueves (1977), La Cúpula (1979) o Norma (1981) veían la luz e inundaban el mercado con publicaciones como El Víbora (La Cúpula, 1979), Cimoc (San Román y Norma, 1979), Comix Internacional (Toutain, 1980), 1984 (Toutain, 1978), Cairo (Norma, 1981), Creepy (Toutain, 1979) o Rambla (Distrinovel, 1982).
Fue en este contexto de auge del cómic que surgió el Salón del Cómic, que no por casualidad tuvo sede en Barcelona. La Ciudad Condal alojaba 400 de un total de 600 profesionales con los cuales a la época contaba el sector del cómico y la ilustración a nivel estatal. La primera edición se denominaba todavía Salón del Cómic y de la Ilustración de Barcelona y no fue hasta el 1988, después de una pausa de 2 años sin celebrarse, que el certamen barcelonés del noveno arte adquirió el nombre definitivo de "Salón Internacional del Cómic de Barcelona", el cual ha prevalecido a largo plazo. La sexta edición, pues, puso fin a la inconstància en la denominación que había presidido las 5 primeras ediciones del festival. Los otros títulos empleados habían sido "Salón del Cómic y del Libro ilustrado" (1982) y "Salón del Cómic y la Ilustración" (1983-1985), respectivamente.
El proceso constitutivo del Salón, que cerró con la primera edición de 1981, duró aproximadamente 2 años. No obstante, las desavenencias internas del comité organizador desembocaron en un cisme que casi tuvo como consecuencia la celebración paralela de dos ferias del cómic : el "1r Salón Internacional del Dibujante de Cómic y Artes Gráficas de Sitges" y el 1r Salón del Cómic y de la Ilustración de Barcelona, ambós planificados por mayo, con pocos días de diferencia entre su celebración. La duplicidad sólo se pudo evitar a última instancia, quedando suprimido el Salón de Sitges a favor del Salón con sede a Feria de Barcelona. El acuerdo entre los dos municipios incluyó el reparto de las actividades y, sobre todo, de las exposiciones, la mitad de las cuales estuvieron ubicadas en Sitges.
El Salón se planteó como un acontecimiento multifacético. Aspiraba a ser una feria profesional con el objetivo de fomentar la contratación comercial entre los editores mundiales, potenciar la industria de las artes gráficas y favorecer la exportación de obras originales e impresas. También, quería ser un lugar de encuentro por los profesionales del sector y una plataforma de lanzamiento y comercialización por los artistas noveles. A la vez, el Salón quería ser una manifestación cultural, expresada mediante la organización de conferencias, mesas redondas, exposiciones y proyecciones cinematográficas en torno al mundo del cómic.
Las 5 primeras ediciones, bajo la dirección de Jesús Blanco, se celebraron a Feria de Barcelona. Inicialmente, como certamen independiente y ya el 1985 como actividad oficial incorporada en el marco de la Feria y gestionado directamente por Feria de Barcelona. Fue precisamente este último cambio que generó una discordia entre los expositores y la Feria, propiciando el fin de su colaboración. El último día del certamen, los expositores publicaron un comunicado de agravios contra la Feria, a la cual responsabilizaban, entre otros, de carencia de publicidad, de una carencia de segurerat que permitió la desaparición de originales, y de carencia de un acto de inauguración y clausura oficiales. El deseo unánime por parte de los profesionales del cómic, muy decepcionados con la Feria, era de buscar una nueva ubicación por el Salón y se especulaba con locales alternativos como el mercado del Borne.
No obstante, fue por motivos presupuestarios que durante los dos siguientes años, entre 1986 y 1987, el Salón no se celebró. Las negociaciones con la Generalidad de Cataluña y el Ayuntamiento de Barcelona para asumir la financiación del Salón permitieron que la celebración del certamen barcelonés del 9è arte se pudiera reeditar a partir de 1988, con un presupuesto de 30 millones de pts. de los 46 inicialmente previstos.
El nuevo Salón puesto-ferial, bajo las riendas de Joan Navarro, que se estrenaba como coordinador, aportó aire fresco al Salón, que por fin se dotó de le señales de identidad que lo han caracterizado a largo plazo. Por un lado, el certamen de la viñeta se desprendió del término "ilustración" y, a partir de la sexta edición, adoptó el nombre definitivo de "Salón Internacional del Cómic de Barcelona", que ha prevalecido a largo plazo. Por otro lado, el nuevo Salón perdió su comité organizador para pasar a ser exclusivamente organizado por Ficomic, una institutició que vendía de nacer. El Salón de Navarro arrinconó los efímeros Premios Ciudad de Barcelona, que se habían entregado desde 1984 a 1986, e instauró los galardones que se continúan entregando hasta hoy día: el Gran Premio del Salón, el premio a la Mejor Obra y el premio al Autor Revelación. Un año más tarde, el 1989, se añadirían también el premio a la Mejor Obra extranjera y el premio al Mejor fanzine.
El renacido Salón abandonó Feria de Barcelona para pasarse a celebrar a los Astilleros, donde estuvo 3 años, hasta el 1990. Joan Navarro, por otro lado, coordinó el Salón a lo largo de 7 ediciones, hasta el 1994, la primera edición a la Estación de Francia.

### Década del 1990
Los principios de los años 1990 estuvieron marcados por la inestabilidad del Salón en cuanto a su ubicación. La 7a edición (1990) todavía tuvo lugar en los Astilleros de Barcelona, para mudarse seguidamente al mercado del Borne, recinto que acogió las tres ediciones siguientes, de 1991 a 1993. No fue hasta la llegada de la 12a edición, el 1994, que por fin el Salón se desprendió de su carácter nómada y celebró once ediciones seguidas en la Estación de Francia, hasta el 2004.
A partir de 1991 el Salón estrenó la figura de país invitado. El primer huésped fue el cómic británico, exhibido en la exposición "God save the cómics". Alemania fue la invitada a la siguiente edición, el 1992, con una exposición dedicada a 15 de sus dibujantes más vanguardistas. La siguió Japón el 1993, que fue el país invitado de la 11a edición. Las exposiciones "Couleur directo" y "Le París de Tardé" exhibieron los autores más destacados del cómic francés, como Enki Bilal, Varenne, Moebius o Jacques Tarde, entre otros. No obstante, por motivos presupuestarios, la edición de 1995 tuvo que poner fin a la figura de país invitado, la cual ya no se volvió a recuperar.
Uno de los grandes protagonista del Salón de la década de los años 1990 fue el manga, que progresivamente había yendo logrando popularidad con cómics como Akira o Gon y con animas como Dr. Slump o Bola de Dragón, emitida desde 1990 por Tv3 y acontecida un fenómeno social en Cataluña. La serie de Akira Toriyama fue la gran estrella del 10º Salón, celebrado el 1992. Gracias a la exposición sobre Bola de Drac, dedicada a analizar el fenómeno social originado en Cataluña, la organización contaba incluso con lograr un récord histórico de asistencia y llegar a los 100.000 visitantes. A pesar de la buena entrada, la estación de Francia no fue nunca capaz de congregar a más de 92.000 personas y para superar la barrera de los 100.000 visitantes el Salón se tendría que esperar todavía 15 años, cuando fue reubicado de nuevo en los pabellones de Feria de Barcelona a partir de la edición de 2007.
El imparable incremento del interés por el manga derivó en el nacimiento de un propio certamen que se independizó del Salón del Cómic. Organizado también por Ficomic, la primera edición del Salón del Manga de Barcelona tuvo lugar el 1995.
Joan Navarro abandonó el Salón en 1994, después de haberlo coordinado a lo largo de 7 ediciones. El legado de Navarro fue un Salón consolidado y convertido en un fenómeno de masas, que en cuestión de una década había conseguido pasar de los 20.000 visitantes de 1983 a los 80.000 de la edición de 1994. Algunas exposiciones destacadas de la era Navarro fueron la dedicada a The Spirit o a Bugs Bunny. Por un lado, la 8a edición rindió homenaje al antihéroe de Will Eisner, creado el 1940, y que celebraba su 50º aniversario. De la otra, el 9º Salón no pasó por alto la efeméride de Bugs Bunny, que el 1991 celebraba también 50 años. La exposición para celebrar el aniversario se denominó "Bugs Bunny: 50 años muy animados".

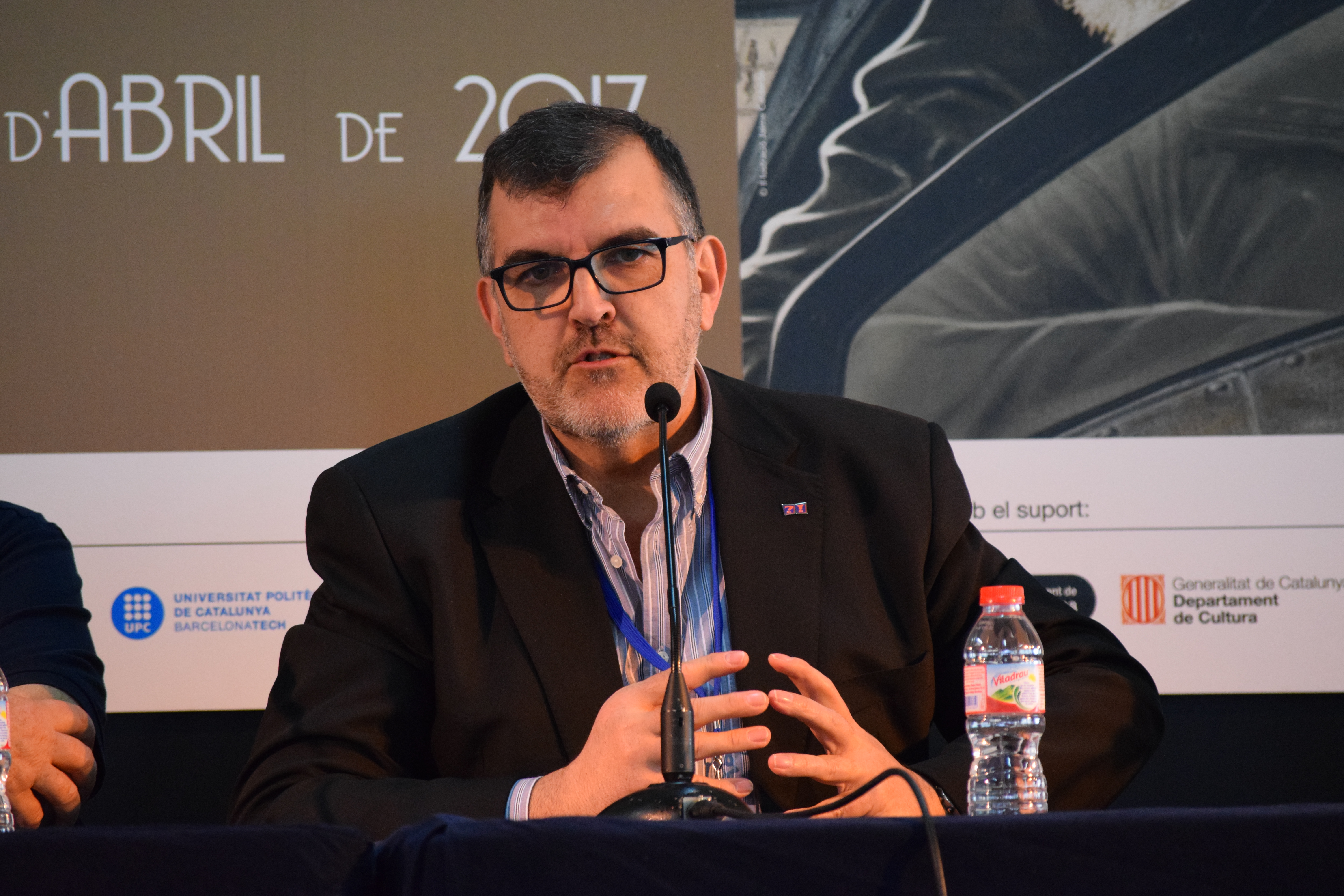
Carles Santamaría (secretario general de Ficomic entre 1994-1996 y 2006-2017) en la edición de 2017 del Salón Internacional del Cómic de Barcelona.

En 1995 Carles Santamaría asumió la dirección del Salón, aunque de manera muy breve: sólo se mantuvo en el cargo a lo largo de dos ediciones, hasta el 1996. No obstante, Santamaría volvería a la dirección 10 años más tarde, a partir de la edición de 2006. La breve primera etapa de Santamaría destaca por haber acogido dos de las exposiciones más entrañables de la década, aprovechando dos grandes y esperadas efemérides: la conmemoración del primer centenario del cine, a la edición de 1995, y la conmemoración del nacimiento del cómic, a la edición de 1996, si bien esta última fue muy reñida. En cuanto al cine, la exposición "Comicfilm" mostró la relación entre cine y cómic, haciendo un repaso a populares personajes que han pasado de un medio al otro. Entre los protagonistas, figuraban Batman, Supermán, Terminator, Astérix, Lucky Luke, Tintin o Mortadelo y Filemón. Por lo que hace al cómic, en plena polémica sobre la fecha de nacimiento del 9º arte, personificada con la disputa entre Rodolphe Töpffer y Richard F. Outcault, el 14º Salón aprovechó la ocasión para organizar la exposición "100 tebeos para un centenario". La muestra, al margen del debate, exhibió 100 portadas procedentes de varios países e indispensables para entender la historia del cómic.
A partir de la edición de 1997, bajo la nueva coordinación encabezada por Jordi Sánchez, el Salón quiso volver a sus orígenes, otorgando un toque más alternativo al certamen. La exposición "Qué Joven Te Veo, nuevos valores de la historieta española", estuvo enfocada al cómic marginal y a los autores jóvenes y autóctonos, desconocidos por el gran público.
La siguiente edición, de 1998, estuvo marcada por el luto del mundo del cómic, que lloraba por la muerte de Josep Toutain en 1997. El editor catalán había sido un gran impulsor del Salón y había estado presente desde su nacimiento el 1981. El 16º Salón le rindió homenaje a través de una exposición que mostró sus diversas facetas, como ilustrador, como editor y como gran impulsor y referente del cómic nacional. Coincidencias del destino, la otra exposición del Salón fue dedicada a dibujantes autóctonos que triunfaban en el mercado estadounidense ilustrando cómics de superhéroes. Fue gracias a Josep Toutain que esta gesta había logrado un apogeo en 1970, por su frenética actividad como promotor de dibujantes y exportador de cómics en los Estados Unidos. También en homenaje a Toutain, el premio al Autor Revelación pasó a denominarse Premio Josep Toutain.
El 1998 es también recordado por la gran expectación que como siempre causó la llegada a Barcelona de Stan Lee, el mítico creador de superhéroes como Spiderman, Hulk, Thor o Iron Man, que de nuevo hacía acto de presencia en el Salón.
En el 17º Salón, en 1999, la periodista Pilar Gutiérrez se estrenó como coordinadora, en una edición que destacó por el homenaje a Víctor Mora, ganador del Gran Premio de 1998; y la exposición con originales de Peter Bagge, ganador del Premio a la Mejor obra extranjera también en la anterior edición. Pilar Gutiérrez, puso así fin a una década en la cual el Salón vio pasar a un total de 6 coordinadores diferentes: Joan Navarro (1990-1994), Marta Sierra y Antoni Guiral (amdós el 1994), Carles Santamaría (1995-1996), Jordi Sánchez (1997-1998) y la propia Pilar Gutiérrez, que todavía estaría al frente del Salón hasta el 2005.

### Década del 2000
El 2012 el Salón celebró su 30.º aniversario.
La 33.ª edición homenajeó la revista Charlie Hebdo y entregó el premio de Humor Gato Perich.

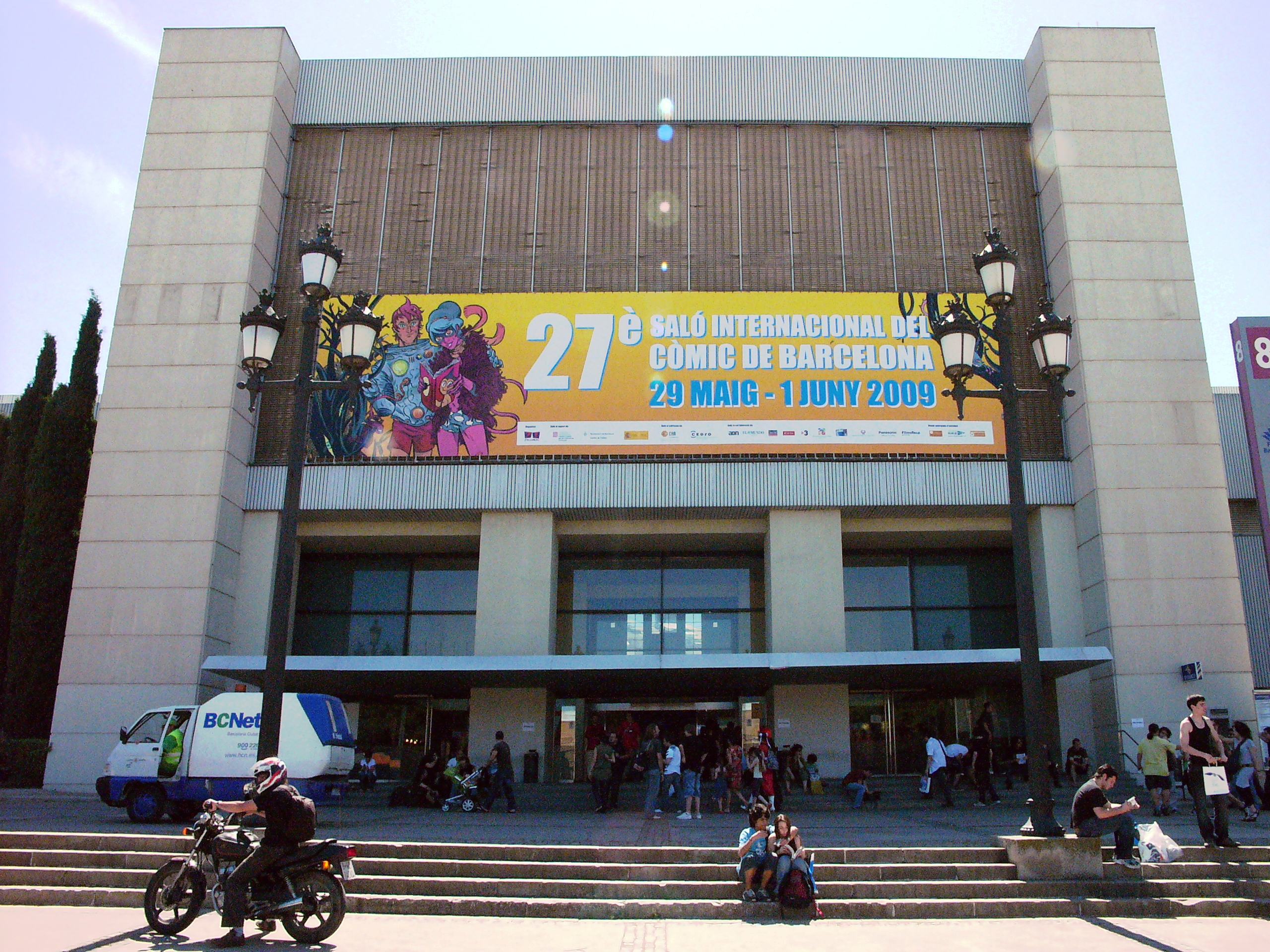
Acceso al 27º Salón Internacional del Cómic de Barcelona.

La edición de 2017 tuvo 118.000 visitantes y ocupó un espacio de 50.000 metros cuadrados, un 10 por ciento más que el 2016, logrando así un nuevo récord de espacio. La exposición más destacada fue dedicada a la aviación y contó con varios ejemplares de aviones reales, pertenecientes a diferentes épocas, aparecidos a menudo en cómics de temática aeronáutica. La exposición hizo de vínculo entre destacados cómicos de aventuras como Tanguy te Laverdure de Charlier y Uderzo, el clásico Hazañas Bélicas de Boixcar o las batallas aéreas del cómic Le Piloto à el Edelweiss de Yann y Romain Hugault. Otra gran exposición fue la dedicada a la revista TBO, que el 2017 celebró su centenario. La muestra incluyó un apartado especial dedicado en la obra de Josep María Blanco, ganador del Gran Premio del Salón de 2016 y autor capital del TBO. También, otras destacadas exposiciones fueron la dedicada a Will Eisner, con motivo del centenario de su nacimiento, y la dedicada a la obra de Milton Caniff.

## Premios
Los premios del Salón se otorgan desde 1988 a las obras más destacadas que hayan sido editadas en España en el curso del año anterior en las diferentes categorías (Mejor obra de autor español, Mejor obra extranjera, Autor revelación y Mejor fanzine). La única excepción es el Gran Premio del Salón, concedido a un autor destacado en el mundo del cómic, por el conjunto de su obra.
A partir de 1995, se fueron añadiendo más categorías, hasta que en 2012 volvieron a reducirse.

### Premio a la Mejor Obra de autor español
- 1988 - El licantropunk (Max)
- 1989 - Quotidiania Delirante (Miguelanxo Prado)
- 1990 - Doctor Vértigo (Martí)
- 1991 - Mi cabeza bajo el mar (Pere Joan)
- 1992 - Perro Nick (Miguel Ángel Gallardo)
- 1993 - El octavo día (Daniel Torres)
- 1994 - Trazo de tiza (Miguelanxo Prado)
- 1995 - Museum (Fernando De Felipe)
- 1996 - Como perros (Max)
- 1997 - El artefacto perverso (Felipe Hernández Cava / Federico del Barrio)
- 1998 - El pie frito (Miguel Calatayud)
- 1999 - Lope de Aguirre. La expiación (Ricard Castells / Felipe Hernández Cava)
- 2000 - Paracuellos (Carlos Giménez)
- 2001 - Blacksad: un lugar entre las sombras (Juan Díaz Canales/ Juanjo Guarnido)
- 2002 - Cosecha Rosa (José Luis Ágreda)
- 2003 - 4 botas (Keko)
- 2004 - Mantecatos (Manel Fontdevila)
- 2005 - La mansión de los Pampín (Miguelanxo Prado)
- 2006 - Blacksad 3. Alma Roja (Juan Díaz Canales/ Juanjo Guarnido)
- 2007 - Bardín el superrealista (Max)
- 2008 - Arrugas (Paco Roca)
- 2009 - Las serpientes ciegas (Felipe Hernández Cava/Bartolomé Seguí)
- 2010 - El arte de volar (Antonio Altarriba/Kim)
- 2011 - El invierno del dibujante (Paco Roca)
- 2012 - Aventuras de un oficinista japonés (José Domingo)
- 2013 - Ardalén (Miguelanxo Prado)
- 2014 - Los surcos del azar (Paco Roca)
- 2015 - Las Meninas (Santiago García/Javier Olivares)
- 2016 - El fantasma de Gaudí (El Torres/Jesús Alonso Iglesias)
- 2017 - Jamás tendré 20 años (Jaime Martín)
- 2018 - Pinturas de guerra (Ángel de la Calle)
- 2019 - ¡Universo! (Albert Monteys)
- 2021 - Siempre tendremos 20 años (Jaime Martín)
- 2022 - El Pacto (Paco Sordo)
- 2023 -Transitorios (Nadar)
- 2024 - La alegre vida del triste perro Cornelius (Marc Torices)

### Premio "Josep Toutain" al Autor Revelación
- 1988 - Josep Mª Beroy
- 1989 - Pasqual Ferry
- 1990 - Jaime Martín
- 1991 - Joaquín López Cruces
- 1992 - Miguel Ángel Martín
- 1993 - Calpurnio
- 1994 - Mauro Entrialgo
- 1995 - Pep Brocal
- 1996 - Santiago Sequeiros
- 1997 - Albert Monteys
- 1998 - María Colino
- 1999 - Ramón F. Bachs y Sergio Córdoba (ex aequo)
- 2000 - Álex Fito
- 2001 - Juanjo Guarnido
- 2002 - Luis Durán
- 2003 - Víctor Santos
- 2004 - Fermín Solís
- 2005 - Raquel Alzate
- 2006 - Pablo Auladell
- 2007 - David Rubín
- 2008 - Carlos Areces
- 2009 - Pere Mejan
- 2010 - Alfonso Zapico
- 2011 - David Sánchez
- 2012 - Lola Lorente
- 2013 - Oriol Hernández Sánchez
- 2014 - Clara Soriano
- 2015 - Miki Montlló
- 2016 - Javi de Castro
- 2017 - Javi Rey
- 2018 - Ana Penyas
- 2019 - María Medem
- 2021 - Aroha Travé
- 2022 - Genie Espinosa
- 2023- Manuel Romero
- 2024 - César Sebastián

### Gran Premio del Salón
- 1988 - Alfons Figueras
- 1989 - Ambrós
- 1990 - Manuel Vázquez
- 1991 - Jordi Bernet
- 1992 - Raf
- 1993 - Alfonso Font
- 1994 - Francisco Ibáñez
- 1995 - Kim
- 1996 - José Sanchis
- 1997 - Enrique Ventura
- 1998 - Víctor Mora
- 1999 - Miguel y Pedro Quesada
- 2000 - Max
- 2001 - Nazario
- 2002 - Jan
- 2003 - Josep María Beà
- 2004 - Horacio Altuna
- 2005 - Carlos Giménez
- 2006 - Víctor de la Fuente
- 2007 - Miguelanxo Prado
- 2008 - Pasqual Ferry
- 2009 - Ana Miralles
- 2010 - Rubén Pellejero
- 2011 - Jordi Longarón
- 2012 - José Ortiz
- 2013 - Purita Campos
- 2014 - Miguel Gallardo
- 2015 - Enrique Sánchez Abulí
- 2016 - Josep María Blanco
- 2017 - Josep Maria Martín Saurí
- 2018 - Laura Pérez Vernetti
- 2019 - Antonio Altarriba
- 2021 - Antonio Martín
- 2022 - Daniel Torres
- 2023 - Trini Tinturé
- 2024 - Marika Vila

### Premio a la Mejor Obra Extranjera publicada en España
- 1989 - Fuegos (Lorenzo Mattotti)
- 1990 - Maus (Art Spiegelman)
- 1991 - Calvin y Hobbes (Bill Watterson)
- 1992 - El condón asesino (Ralf König)
- 1993 - Las mujeres perdidas (Jaime Hernández)
- 1994 - Informe sobre ciegos (Alberto Breccia)
- 1995 - Magnor el poderoso (Sergio Aragonés)
- 1996 - Odio (Peter Bagge)
- 1997 - Río Veneno (Beto Hernández)
- 1998 - El Club de la Sangre (Charles Burns)
- 1999 - La ciudad de cristal (David Mazzucchelli / Paul Karasik)
- 2000 - 300 (Frank Miller)
- 2001 - Ghost World (Daniel Clowes)
- 2002 - Maus (Art Spiegelman)
- 2003 - David Boring (Daniel Clowes)
- 2004 - Barrio Lejano (Jirō Taniguchi)
- 2005 - Jimmy Corrigan, el chico más listo del mundo (Chris Ware)
- 2006 - 20th Century Boys (Naoki Urasawa)
- 2007 - Ice Haven (Daniel Clowes)
- 2008 - S (Gipi)
- 2009 - La educación de Hopey Glass (Jaime Hernández)
- 2010 - Genésis de Robert Crumb
- 2011 - Los muertos vivientes (Robert Kirkman/Charlie Adlard)
- 2012 - Arzak el vigilante (Moebius)
- 2013 - Portugal (Cyril Pedrosa)
- 2014 - El libro de los Insectos Humanos (Osamu Tezuka)
- 2015 - Saga (Brian K. Vaughan/Fiona Staples)
- 2016 - Spirou: el botones de verde caqui (Yann / Olivier Schwartz)
- 2017 - La Visión (Tom King / Gabriel Hernández Walta)
- 2018 - El arte de Charlie Chan Hock Chye. Una historia de Singapur (Sonny Liew)
- 2019 - Lo que más me gustan son los monstruos (Emil Ferris)
- 2021 - Ventiladores Clyde (Seth)
- 2022 - Piel de hombre (Hubert y Zanzim)
- 2023 - Escucha, hermosa Márcia (Marcello Quintanilha)
- 2024 - Patos (Kate Beaton)

### Premio al MejorFanzine
- 1989 - Sólo para Locos
- 1990 - TMEO
- 1991 - Urich / Pogo
- 1992 - El Maquinista
- 1993 - El Nuevo Maquinista
- 1994 - Mondo Lirondo
- 1995 - Paté de Marrano
- 1996 - Annabel Lee
- 1997 - rAu / Kovalski Fly
- 1998 - Idiota y Diminuto
- 1999 - Como Vacas Mirando el Tren
- 2000 - Amaníaco
- 2001 - TMEO
- 2002 - Amaníaco
- 2003 - El Naufraguito
- 2004 - Cretino
- 2005 - BD Banda
- 2006 - Cabezabajo
- 2007 - Barsowia
- 2008 - Fanzine enfermo
- 2009 - Rantifuso
- 2010 - Gato Negro
- 2011 - El Naufraguito
- 2012 - Usted
- 2013 - Adobo Fanzine
- 2014 - Arrós Negre
- 2015 - Thermozero Cómics
- 2016 - Nimio
- 2017 - Paranoidland
- 2018 - Los Diletantes
- 2019 - Saxifono
- 2021 - Us
- 2022 - Cols Vol.2: Una Noche en el Infierno
- 2023 - Neodimio fanzine
- 2024 - Lila María Piernagorda Aroha Travé

### Premio a la mejor obra por votación popular
- 2003 - Los Reyes Elfos. La Emperatriz del Hielo (Víctor Santos)
- 2004 - Los Reyes Elfos. La espada de los inocentes (Víctor Santos)
- 2005 - Barcelona (Kenny Ruiz)
- 2006 - Con buen talante (José Manuel Puebla)
- 2007 - El Cazador de Rayos 3 (Kenny Ruiz)
- 2008 - Guerreros Urbanos: Tormenta de ostias (Pere Pérez)
- 2009 - Orn 2 (Quim Bou)
- 2010 - El juego de la Luna (Enrique Bonet / José Luis Munuera)
- 2011 - Miguel, 15 años en la calle (Miguel Fuster)
- 2012 - Lágrimas en la lluvia (Damián Campanario / Alessandro Valdrighi)
- 2013 - Sleepers (Luis NCT)
- 2014 - Papel Estrujado (Nadar)
- 2015 - Croqueta y empanadilla (Ana Oncina)
- 2016 - Ekhö Mundo Espejo 3. Hollywood Boulevard (Christophe Arleston / Alessandro Barbucci)
- 2017 - Fantasy West (Carlos Díaz Correia / Jacobo Márquez)
- 2018 - Alma Cubrae (Gonzalo Torné / Sergio Sandoval / Mado Peña)
- 2019 - Desmesura (Fernando Bailus y Mario Pellejer)
- 2021 - Lezo vol.1: Última batalla (Ángel Miranda, Guillermo Mogorrón, Ramón Vega y Miguel Ángel Abad)
- 2022 - THE (Manuel Álvarez)
- 2023 - Persona Normal (Manuel Álvarez)
- 2024 - Durante la tormenta  (Pablo R. Coca)

### Premios discontinuados

#### Premio al Mejor Guion
- 1995 - Perico Carambola, de Ignacio Vidal-Folch.
- 1996 - La parejita, de Manel Fontdevila.
- 1997 - El artefacto perverso, de Felipe Hernández Cava.
- 1998 - Nosotros somos los muertos, de Max.
- 1999 - Lope de Aguirre. La expiación, de Felipe Hernández Cava.
- 2000 - Paracuellos, de Carlos Giménez.
- 2001 - Tabú, de Jorge Zentner.
- 2002 - El hombre con miedo, de Hernán Migoya.
- 2003 - Atravesado por la flecha, de Luis Durán.
- 2004 - Antoine de las tormentas, de Luis Durán.
- 2005 - La mansión de los Pampín, de Miguelanxo Prado.
- 2006 - Carlitos Fax, de Albert Monteys.
- 2007 - Bardín el superrealista, de Max.
- 2008 - Arrugas, de Paco Roca.
- 2009 - Las serpientes ciegas, de Felipe Hernández Cava.
- 2010 - El arte de volar, de Antonio Altarriba.
- 2011 - El invierno del dibujante, de Paco Roca.

#### Mejor revista
- 2003 - U
- 2004 - El Víbora
- 2005 - Mister K
- 2006 - El Jueves
- 2007 - NSLM
- 2008 - El Manglar
- 2009 - Amaniaco
- 2010 - Dos veces breve
- 2011 - Dolmen

#### Premio al mejor dibujo
| Año  | Nominados | Ganador                                                  |
| ---- | --- | -------------------------------------------------------- |
| 2006 | | Blacksad 3. Alma Roja, de Juanjo Guarnido                |
| 2007 | | Bardín el Superrealista, de Max                          |
| 2008 | | Jazz Maynard I: Home Sweet Home, de Roger Ibáñez         |
| 2009 | | La Revolución de los Pinceles, de Pere Mejan             |
| 2010 | Las calles de Arena, de Paco Roca; Ken Games 1, de Marcial Toledano; El juego de la luna, de José Luis Munuera, y La isla sin sonrisa, de Enrique Fernández | El arte de volar de Kim.                                 |
| 2011 | Ken Games 3 de Marcial Toledano; El invierno del dibujante, de Paco Roca, y Jazz Maynard 4, de Roger Ibáñez                                                 | Blacksad 4. El infierno, el silencio de Juanjo Guarnido. |

#### Premio a la divulgación
- 2007 - Toni Guiral
- 2008 - Manuel Darias
- 2009 - Álvaro Pons
- 2010 - Entrecomics
- 2011 - Santiago García

#### Premio a lalibrería especializada
- 2009 - Continuarà Comics
- 2010 - Espacio Sins Entido
- 2011 - Madrid Comics

#### Premio a la mejor película basada en un cómic
- 2011 - María y yo de Félix Fernández de Castro

#### Premio al mejor manga
- 2000 - Adolf (Osamu Tezuka)
- 2001 - Adolf (Osamu Tezuka)
- 2002 - El almanaque de mi padre (Jiro Taniguchi)

#### Premio al mejor cómic de superhéroes
- 2000 - Daredevil Marvel Knights (Kevin Smith / Joe Quesada / Jimmy Palmiotti)
- 2001 - Planetary (Warren Ellis / John Cassaday)
- 2002 - The Authority (Warren Ellis / Brian Hitch)

#### Premio al mejor cómic erótico
- 2000 - Sueños húmedos (Alfonso Azpiri)
- 2001 - La salida de la clase (Hernán Migoya / Rubén del Rincón)
- 2002 - Magia & Acero (Jordi Bayarri)

#### Premio a la mejor publicación de información
- 2000 - Dentro de la Viñeta
- 2001 - Dolmen
- 2002 - Dolmen

#### Premio al mejor guion por votación popular
- 2003 - Oro Rojo, de Quim Bou
- 2004 - Los Reyes Elfos. La espada de los inocentes, de Víctor Santos
- 2005 - Barcelona, de Kenny Ruiz
- 2006 - Omar el Navegante, de Pedro Rodríguez
- 2007 - Los Reyes Elfos. Historias de Faerie, de Víctor Santos
- 2008 - Un hombre feliz, de Antonio Seijas
- 2009 - La Revolución de los Pinceles, de Josep Busquet
- 2010 - El juego de la Luna, de Enrique Bonet
- 2011 - Aventura bajo el Pirineo, de Dani García-Nieto

#### Premio al mejor dibujo por votación popular
- 2007 - El Cazador de Rayos 3, de Kenny Ruiz
- 2008 - El Evangelio de Judas, de Alberto Vázquez
- 2009 - Jazz Maynard. Contra viento y marea, de Roger Ibáñez
- 2010 - Los Eternos 1: Matar a un Dios, de Daniel Acuña
- 2011 - Autobiografía No Autorizada, de Nacho Casanova

#### Premio al autor revelación por votación popular
- 2003 - Víctor Santos
- 2004 - Enrique V. Vegas
- 2005 - Kenny Ruiz
- 2006 - José Manuel Puebla
- 2007 - José Antonio Bernal
- 2008 - Pere Pérez
- 2009 - Víctor Jiménez
- 2010 - Tomeu Pinya
- 2011 - Josema Carrasco

#### Premio a la mejor obra extranjera por votación popular
- 2003 - Mis circunstancias (Lewis Trondheim)
- 2004 - Lucifer. Escarceo con los condenados (Mike Carey / Peter Gross / Dean Ormston)
- 2005 - Blankets (Craig Thompson)
- 2006 - Kane (Paul Griest)
- 2007 - Stuck Rubber Baby (Howard Cruse)
- 2008 - S (Gipi)
- 2009 - Spiderman. Un día más (Joe Quesada / J. M. Straczynski)
- 2010 - El increíble Hércules. Amor y guerra (Greg Pak / Van Lente / Clayton Henry / Salva Espín)
- 2011 - Asterios Polyp (David Mazzucchelli)

#### Premio a la mejor revista por votación popular
- 2003 - Trama
- 2004 - Trama
- 2005 - Trama
- 2006 - Dolmen
- 2007 - Dolmen
- 2008 - Retranca
- 2009 - Dolmen
- 2010 - Dolmen
- 2011 - Malavida

#### Premio al mejor fanzine por votación popular
- 2003 - Frenzy
- 2004 - Me gusta más que desayunar un herpe
- 2005 - Malavida
- 2006 - Barsowia
- 2007 - Gutter
- 2008 - Ojo de Pez
- 2009 - Hotel Safari
- 2010 - El Cuaderno de Tesla
- 2011 - Epilepsia

#### Premio a la divulgación del cómic por votación popular
- 2007 - Álvaro Pons
- 2008 - Manuel Darías
- 2009 - Toni Guiral
- 2010 - Jordi Ojeda
- 2011 - Juan Royo